# 撲克王
《撲克王》，是一部2009年上映的香港電影，陳慶嘉、秦小珍導演，在澳門拍攝，領銜主演為古天樂、劉青雲、何超儀、鄧麗欣及應采兒。本片以德州撲克（又稱「德州話事啤」）為主題。

## 故事
假如將德州撲克比喻人生，手中的牌就如命運早已註定。江湖出身的卓一與賭場太子張人杰的命運截然不同，卻在澳門相遇相爭。澳門是東方拉斯維加斯，一陣蜚短流長，流傳卓一獨吞已故賭王的賭場生意。卓一一氣之下，把為逃避繼承父業而遠走加拿大的張人杰找回來。沉迷網上撲克的張人杰就如宅男一般，既不懂人情世故，也沒打理賭場的能力，為免賭業王國毀在張人杰手中，卓一依照張父遺囑，以基金管理人身份接管賭場。張人杰忿然離開賭場後，遇上幸運少女笑容，在笑容的運氣幫助之下，贏盡澳門各賭場，最後更與卓一對頭況小姐合作，況小姐特訓張人杰，為其備戰參加撲克王大賽。昔日賭術不濟的張人杰竟脫胎換骨，向卓一提出挑戰，以撲克王大賽的榮譽，來了結二人之間的恩怨，並要取回父親留下的賭業王國。比賽到最後，卓一與張人杰各在賭桌一端，到底誰會是真正撲克王？

## 演員表
| 演員   | 角色                        |
| 古天樂 | 張人杰                      |
| 劉青雲 | 本片終極大反派 卓一         |
| 何超儀 | 況小姐                      |
| 鄧麗欣 | 何笑容                      |
| 應采兒 | 施晨                        |
| 谷祖琳 | 小縱（卓一保鑣）            |
| 黄又南 | 阿信                        |
| 向佐   | David Lin（玩家）           |
| 葉山豪 | Max（況小姐保鑣）           |
| 羅凱珊 | 陳樂樂                      |
| 林雪   | 賭客                        |
| 張兆輝 | 本片反派 爛腳飛（卓一朋友） |
| 沈震軒 | 卓一下屬                    |
| 姚浩政 | 卓一下屬                    |
| 黃偉麟 | 卓一下屬                    |
| 陳嘉桓 | 卓一秘書                    |
| 張同祖 | 餅店老細                    |
| 谭杰明 | High Season                 |
| 杜志烜 | Low Season                  |
| 黎泽恩 | Four Season                 |
| 布志纶 | 大賽司儀                    |
| 谭健文 | 大賽司儀                    |
| 鄭家輝 | 決賽司儀                    |
| 胡心諾 | 美少女                      |
| 鍾蕙芝 | 美少女                      |
| 黄精甫 | 張人杰手下敗將              |
| 陳強尼 | 張人杰師父                  |

## 各地電影分級制度
| 國家／地區 | 級別 |
| ---------- | ---- |
| 香港       | IIB  |
| 台灣       | 護   |
| 新加坡     | PG   |
| 馬來西亞   | PG13 |

## 外部連結
- Yahoo奇摩電影上《撲克王》的資料（繁體中文）
- MSN娛樂上《撲克王》的資料（繁體中文）

- 開眼電影網上《撲克王》的資料（繁體中文）
- 香港影庫上《撲克王》的資料（繁體中文）
- 时光网上《撲克王》的資料（简体中文）
- 豆瓣电影上《撲克王》的資料 （简体中文）
- 爛番茄上《撲克王》的資料（英文）
- 互联网电影数据库（IMDb）上《撲克王》的资料（英文）